# Тюренков, Александр Ефимович
Александр Ефимович Тюренков (1910—1971) — забойщик шахты имени Калинина комбината «Артёмуголь», Герой Социалистического Труда.

## Биография
Родился в 1910 году в посёлке Колодня (ныне в черте Смоленска), в крестьянской семье. Русский. Член КПСС.
Окончил начальную школу. Рано начал трудовую деятельность. В начале тридцатых годов уехал в Донбасс. В короткие сроки освоил основные горняцкие специальности. Работал на шахте крепильщиком, навалоотбойщиком. Одним из первых на шахте имени Калинина комбината «Артёмуголь» стал стахановцем, обеспечивал рекордную добычу угля.
В годы Великой Отечественной войны находился в действующей армии. Командовал пулемётным отделением. Старший сержант. Награждён орденом Отечественной войны I степени, медалью «За отвагу».
После демобилизации из армии в 1946 году возвратился на прежнее место работы. Принял непосредственное участие в восстановлении разрушенных войной шахт, копров, надшахтных и машинных зданий. Одним из первых в коллективе был удостоен медали «За восстановление угольных шахт Донбасса», звания почётного шахтёра.
В 1947 году А. Е. Тюренков возглавил бригаду забойщиков. Выступил инициатором движения мастеров отбойного молотка, организовал коллективную работу на шахтах с крутым падением пластов. Он досрочно выполнил плановые задания первой послевоенной пятилетки, в четыре раза перевыполнял сменные задания. Награждён орденом Трудового Красного Знамени.
Указом Президиума Верховного Совета от 28 августа 1948 года за выдающиеся успехи в деле увеличения добычи угля, восстановлении и строительстве угольных шахт и внедрение передовых методов работы, обеспечивших значительный рост производительности труда, А. Е. Тюренкову присвоено звание Героя Социалистического Труда.
А. Е. Тюренков принимал активное участие в общественной жизни. Избирался членом областного и районного комитетов партии, депутатом Горловского городского совета депутатов трудящихся, членом профкома шахты. Делегат Второго Всемирного конгресса сторонников мира.
С 1960 года находился на пенсии. Умер в 1971 году. Похоронен в городе Горловка Донецкой области.